# Tacloban
Tacloban és una ciutat portuària de les Filipines situada a l'illa de Leyte, a l'estret de San Juanico, davant per davant de l'illa de Samar, a 580 km al sud-est de Manila. És la capital de la província de Leyte i el centre de la regió de les Visayas Orientals. El seu terme municipal té una extensió de 201.72 km² i una població de 242.089 habitants (2015).

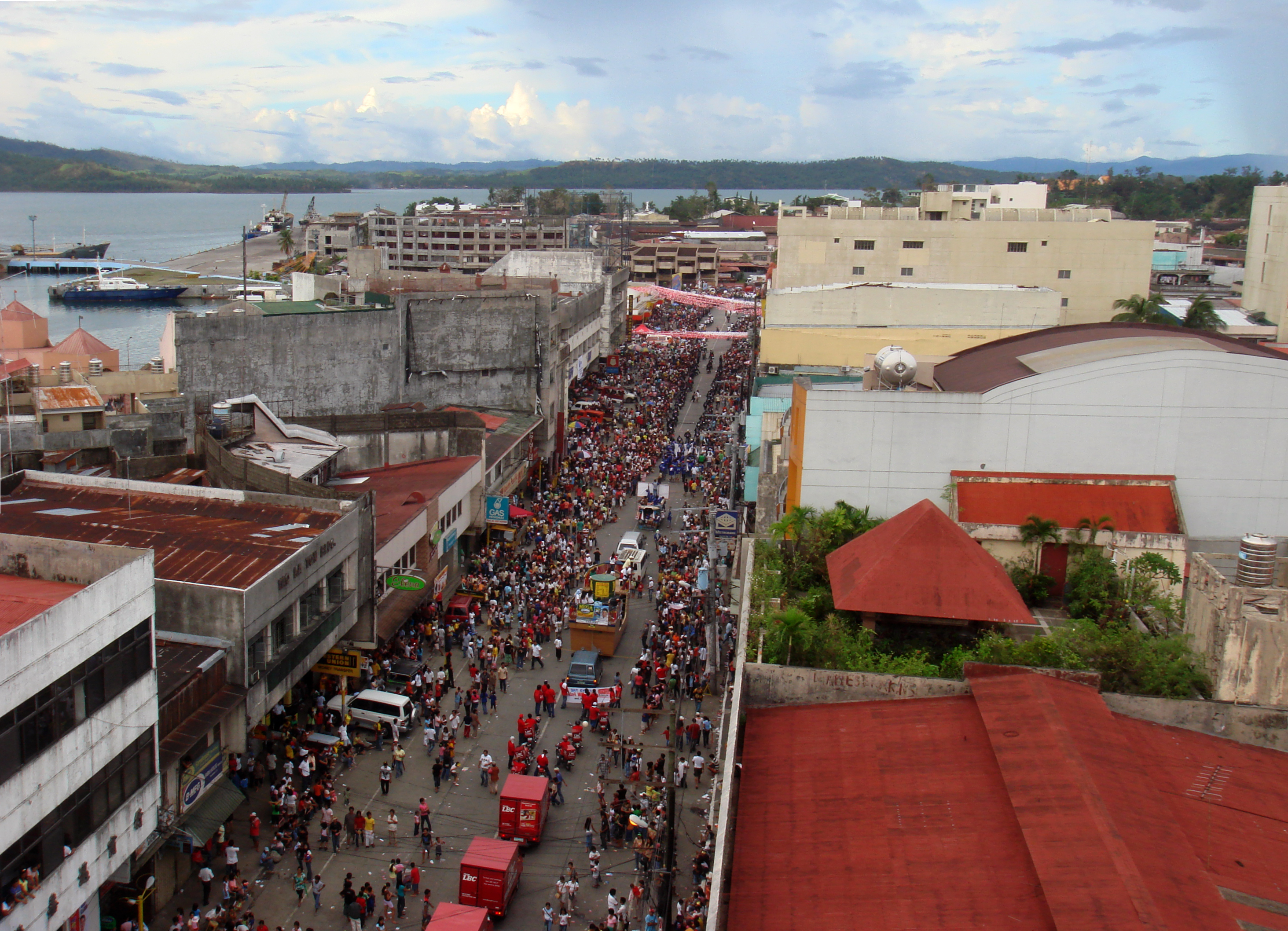
Tacloban

Durant un breu temps va ser la capital de les Filipines, del 20 d'octubre del 1944 al 27 de febrer del 1945, ja que fou la primera ciutat alliberada del domini japonès pel general MacArthur durant la Segona Guerra Mundial. El 8 de novembre del 2013 la ciutat fou devastada pel tifó Haiyan.